# Francini Amaral
Francini Contin do Amaral (née le 16 aout 1983 à Curitiba) est une danseuse et actrice brésilienne naturalisée chilienne.

## Télévision
- 2001-2002 : Mekano (Mega) : Partie du groupe Axé Bahía
- 2007-2008 : El Baile en TVN (TVN) : Danseuse
- 2009 : Pelotón (TVN) : Participante